# Pierwszy gabinet lorda Rockinghama

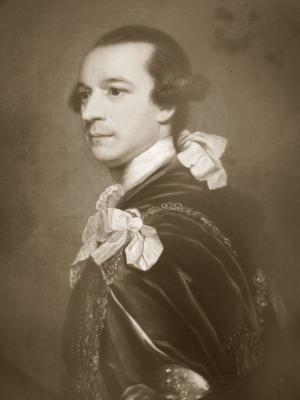
Markiz Rockingham, pierwszy lord skarbu, przewodniczący Izby Lordów

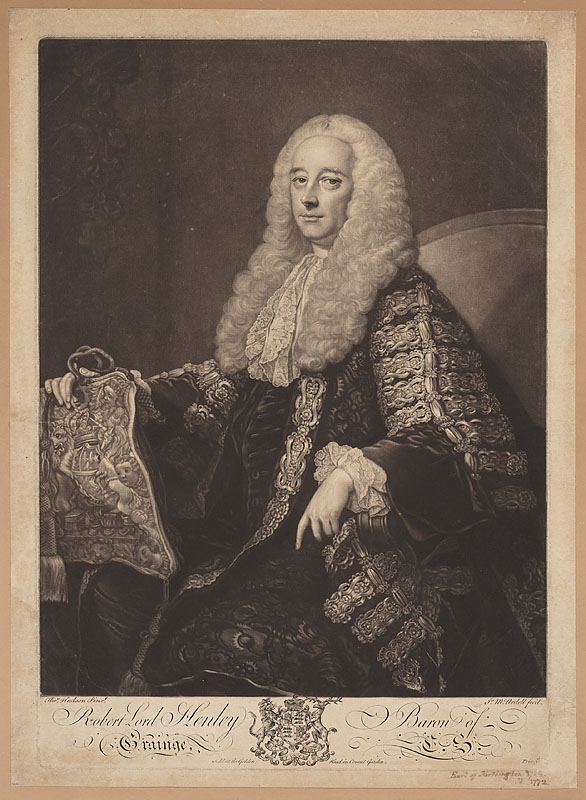
Hrabia Northington, lord kanclerz

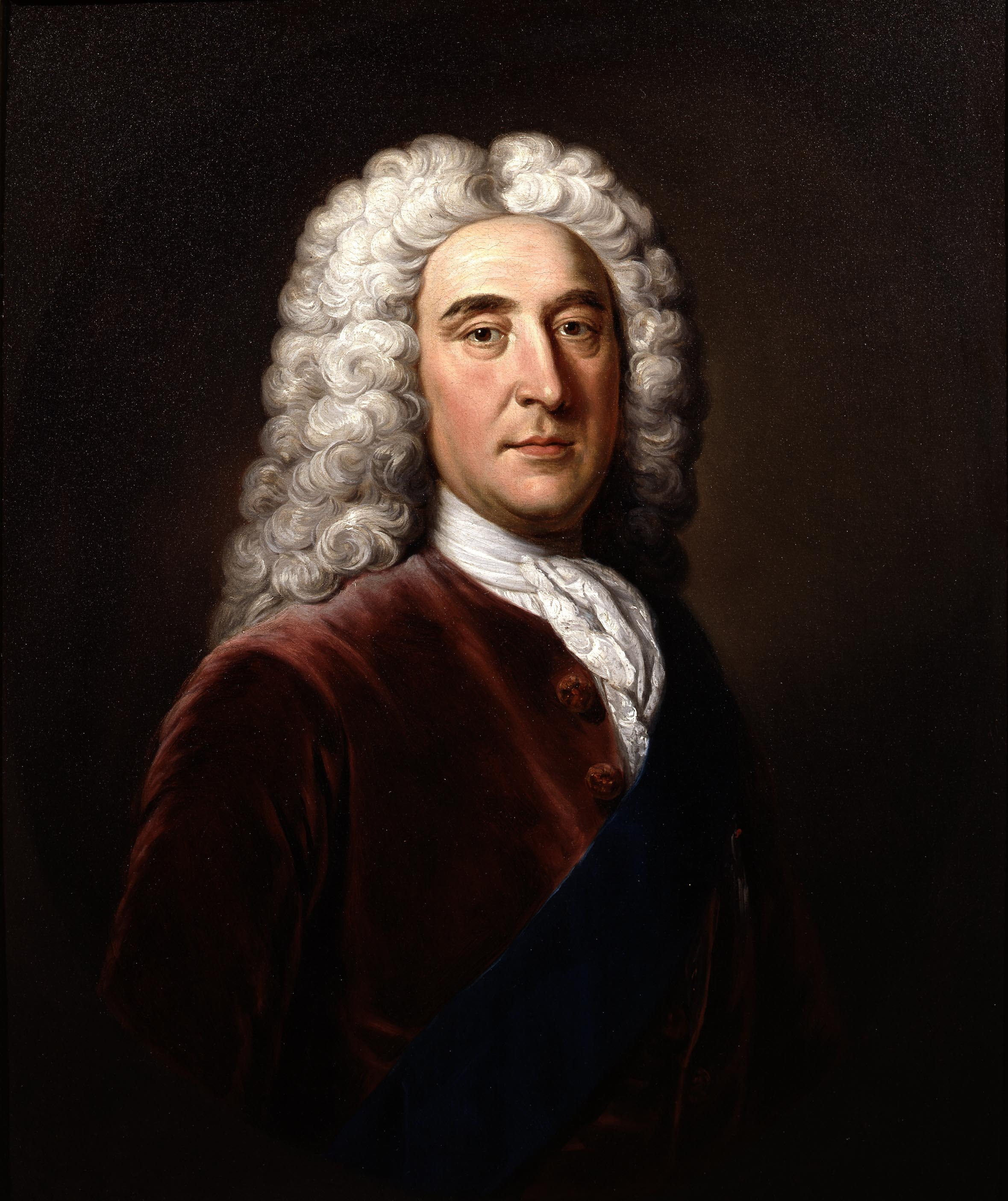
Książę Newcastle, lord tajnej pieczęci

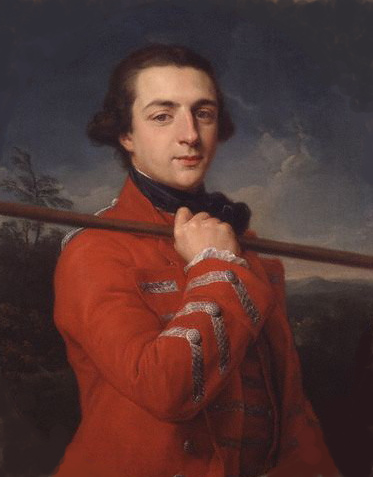
Książę Grafton, minister północnego departamentu

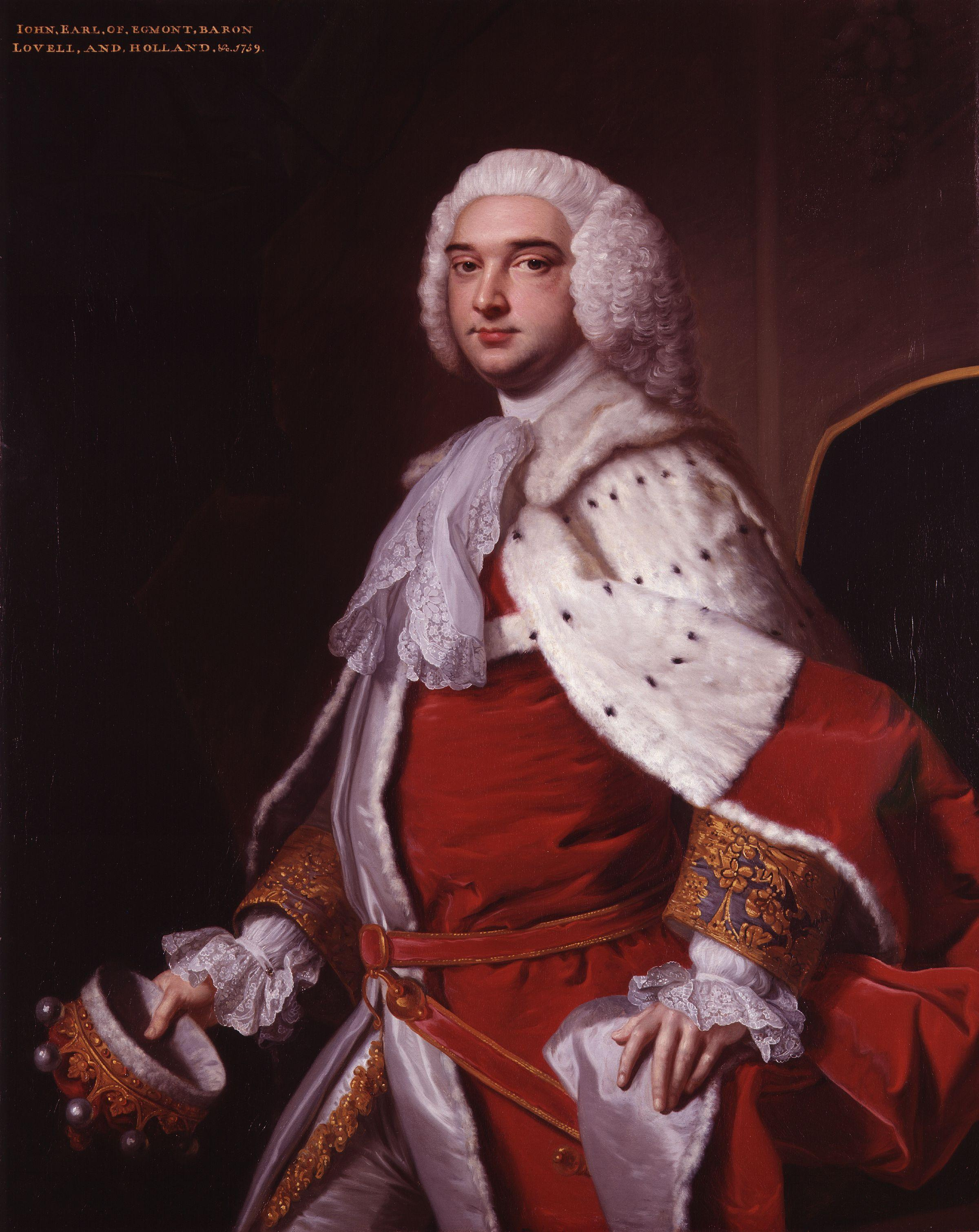
Hrabia Egmont, pierwszy lord Admiralicji

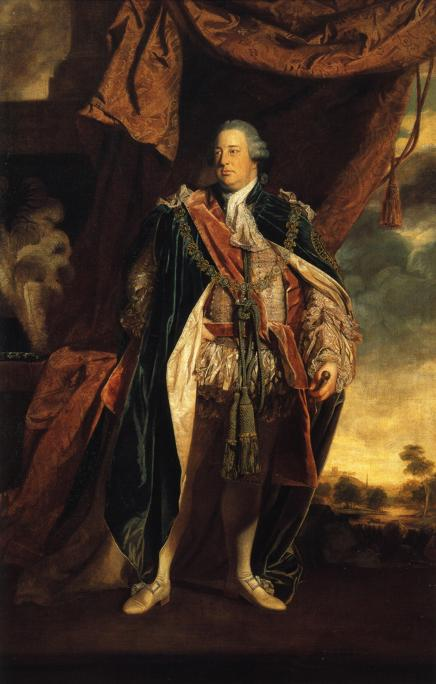
JKW Książę Cumberland, minister bez teki

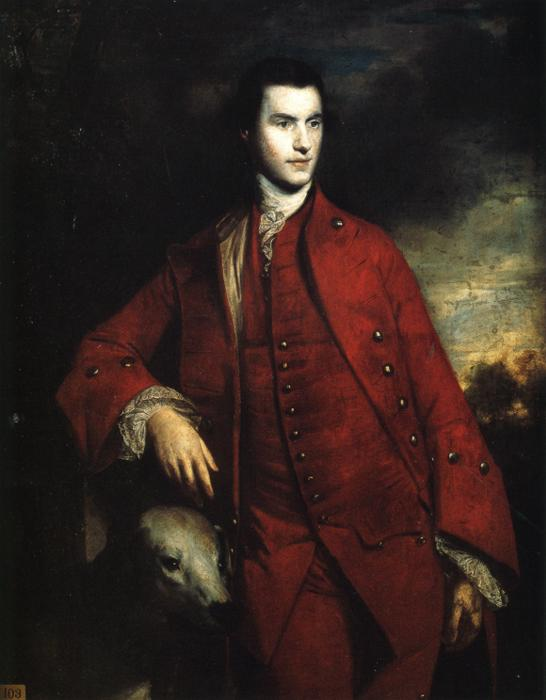
Książę Richmond, minister południowego departamentu

Pierwszy rząd partii wigów pod przewodnictwem Charlesa Watsona-Wentwortha, 2. markiza Rockingham, powstał w lipcu 1765 r. i przetrwał do lipca 1766 r.

## Skład gabinetu
| Urząd                                                       | Imię i nazwisko                                          | Kadencja       |
| ----------------------------------------------------------- | -------------------------------------------------------- | -------------- |
| Pierwszy lord skarbu Przewodniczący Izby Lordów             | Charles Watson-Wentworth, 2. markiz Rockingham           | 1765–1766      |
|                                                             |                                                          |                |
| Lord kanclerz                                               | Robert Henley, 1. hrabia Northington                     | 1765–1766      |
| Lord przewodniczący Rady                                    | Daniel Finch, 8. hrabia Winchilsea                       | 1765–1766      |
| Lord tajnej pieczęci                                        | Thomas Pelham-Holles, 1. książę Newcastle                | 1765–1766      |
| Kanclerz skarbu                                             | William Dowdeswell                                       | 1765–1766      |
| Minister północnego departamentu                            | Augustus FitzRoy, 3. książę Grafton Henry Seymour Conway | 1765–1766 1766 |
| Minister południowego departamentu Przewodniczący Izby Gmin | Henry Seymour Conway Charles Lennox, 3. książę Richmond  | 1765–1766 1766 |
| Generał artylerii                                           | John Manners, markiz Granby                              | 1765–1766      |
| Pierwszy lord Admiralicji                                   | John Perceval, 2. hrabia Egmont                          | 1765–1766      |
| Minister bez teki                                           | Wilhelm August Hanowerski, 1. książę Cumberland          | 1765           |